# La Chaussée-Tirancourt
La Chaussée-Tirancourt település Franciaországban, Somme megyében. Lakosainak száma 693 fő (2022. január 1.). La Chaussée-Tirancourt Vignacourt, Ailly-sur-Somme, Belloy-sur-Somme, Breilly, Picquigny, Saint-Sauveur és Saint-Vaast-en-Chaussée községekkel határos.

## Népesség
A település népességének változása:
| Lakosok száma | 643  | 654  | 669  | 659  | 652  | 650  | 664  | 679  | 693  |
|               | 2013 | 2015 | 2016 | 2017 | 2018 | 2019 | 2020 | 2021 | 2022 |